# Granada Sound
Granada Sound es un festival de música indie nacional e internacional. Se celebra en el Cortijo del Conde, en la ciudad de Granada (España), durante dos días del mes de septiembre. Su primera edición se lleva a cabo en el 2012, y se sigue celebrando hasta la actualidad contando ya con 10 ediciones. Solo ha tenido una única interrupción en 2020 debido a la pandemia de COVID-19.

## Historia
La primera edición del festival fue en 22 de septiembre de 2012, en la Plaza de Toros de Granada. En sus 3 (tres) primeras ediciones, el festival se llamaba “Alhambra Sound”, en referencia al famoso complejo monumental ubicado en Granada, la Alhambra. La fecha del evento fue decidida por los organizadores como forma de celebrar el fin de los exámenes universitarios.
En la primera edición participaron 10 grupos musicales y artistas nacionales, fueron más de 10 horas de música que al fin se prologaron en la Sala Vogue, también en Granada.
En la segunda edición hubo algunos cambios de estructura del festival para acomodar su crecimiento, como la suma de un segundo escenario y el cambio de ubicación a un sitio más grande. En lugar seleccionado fue la feria de muestras de Armilla.
En 2016, teniendo en cuenta el gran impacto se decide no sólo ampliar la duración del festival de uno a dos días, sino que después de una larga búsqueda se cambia el escenario y lugar del evento para poder acoger mayor cantidad de espectadores. Pasando del recinto Ferial de Granada y la feria de muestras de Armilla, al Cortijo del Conde en Granada; lugar donde se celebran los conciertos y festivales más grandes de toda Granada.
En 2017 se recaudó alrededor de 9 millones de euros en tan solo un fin de semana, demostrando así la influencia de la música alternativa en Andalucía y toda España. 
Con la pandemia de COVID-19, en el año 2020, el festival tuvo que aplazarse al año siguiente. Sin embargo, se retransmitió el festival de manera online para animar a sus espectadores durante la crisis del COVID 19. 

## Ediciones
| Año       | Lugar                                 | Fecha                 | Cartel |
| --------- | ------------------------------------- | --------------------- | --- |
| 1ª (2012) | Plaza de Toros, Granada               | 22 de septiembre      | Fuel Fandango, Second, Supersubmarina, Guadalupe Plata, Plastic Frostik Machine, Trepàt, Francis For Fiesta DJ, Full, Señor Rosa DJ y Vigilando a Julia. |
| 2ª (2013) | Feria de Muestras de Armilla, Granada | 21 de septiembre      | Niños Mutantes, Iván Ferreiro, L.A, Sidonie, Miss Caffeina, IZAL, Toulouse... |
| 3ª (2014) | Feria de Muestras de Armilla, Granada | 20 de Septiembre      | Vetusta Morla, The Zombie Kids, Neuman, Kakkmaddfakka, IZAL, Lori Meyers, Second, Full, León Benavente, Elyella DJs, Jero Romero, Napoleón Solo y Sexy Zebras. |
| 4ª (2015) | Recinto Ferial, Granada               | 18 y 19 de Septiembre | The Kooks, IZAL, Supersubmarina, Dorian, Niños Mutantes, Delafé, La Habitación Roja, Nacho Vegas, Sidonie, Analogic, Aurora, Carlos Sadness, Correos, Elyella DJs, Holögrama, Jacobo Serra, Kenedy, KUVE, .L.A, Les Castizos, Mechanismo, Mendetz, Royal Mail, Sendas Espirales, Varry Brava, Villanueva, We Are Not Dj’s, Zah...                                               |
| 5ª (2016) | Cortijo del Conde, Granada            | 23 y 24 de septiembre | The Ting Tings, Love Of Lesbian, Amaral, Second, Miss Caffeina, Fuel Fandango, Neuman, León Benavente, La M.O.D.A, Carlos Sadness, Sr. Chinarro, Manel, Arizona Baby, Mucho, Full, Modelo de Respuesta Polar, Carmen Boza, Eme DJ, Buffetlibre DJs y Los News... |
| 6ª (2017) | Cortijo del Conde, Granada            | 22 y 23 de septiembre | Los Planetas, Lori Meyers, Sidonie, Kakkmaddafakka, Maga, Iván Ferreiro, Dorian, La Habitación Roja, WAS, L.A., Viva Suecia, Delafé y las Flores Azules, Grises, Kuve, Supertennis, Polock, Sexy Zebras, Dinero, Elyella djs, Apartamentos Acapulco, Les Castizos, Shinova, Arco, Julieta 21 y Toulouse...                                                                      |
| 7ª (2018) | Cortijo del Conde, Granada            | 21 y 22 de septiembre | Crystal Fighters, Mando Diao, Dorian, Ángel Stanich, Juanito Makandé, El Kanka, The Groove Girls, Rufus T. Firefly, Viva Suecia, Rayden, Nancys Rubias, Niños Mutantes, La Casa Azul, Elefantes, Carlos Sadness, Full, Sidecars, Sexy Zebras, Neuman, The Zombie Kids, Corizonas, Rusos Blancos, Nixon...                                                                       |
| 8ª (2019) | Cortijo del Conde, Granada            | 20 y 21 de septiembre | Zahara, Depedro, La M.O.D.A., Iván Ferreiro, Novedades Carminha, Anni B Sweet, Cupido, Carolina Durante, Morgan, Second, Shinova, Carmen Boza, Mucho, Amatria, Rusos Blancos, Jacobo Serra, Elyella DJs, Alice Wonder, KUVE, Ley Dj, Smile, Villanueva, Venturi, Gimnástica, St Woods, Molina Molina, Yahira Dj, Ñeku, Oscarmina Dj, L’Emperador, Mr. Perfumme, Radio Palmer... |
| 9ª (2021) | Cortijo del Conde, Granada            | 5 y 6 de noviembre    | Vetusta Morla, Viva Suecia, La M.O.D.A., Xoel López, La Habitación Roja, Veintiuno, Shinova, Varry Brava, Full, Amatria, Sienna, Tu Otra Bonita, Santero y los Muchachos, We are not dj's y Siloé. |